# Босумтви
Босумтви — озеро в Гане, образовавшееся в ударном кратере. Диаметр озера составляет 8 км, а глубина 80 м. Озеро не имеет стоков. Размер самого кратера составляет 10,5 км в диаметре. Его возраст — 1,07 млн лет.
Кратер Босумтви находится в кристаллических породах западноафриканского щита (Биримианская система, около 2 млрд лет). Осадочные горные породы озера дают представление о климате в прошлом. В 2004 году были собраны материалы с нескольких буровых скважин глубиной до 540 м.
Особенностью кратера является наличие в нём возникших в момент удара метеорита тектитов, которые были разбросаны на 1000 км на запад (территория нынешнего Кот-д’Ивуара). Во всём мире тектиты были найдены только в четырёх из 170 ударных кратеров. По наличию и распределению тектитов с помощью симулятора было установлено, что метеорит размером около 500 м со скоростью более 20 км/с ударил с востока под углом 30—50 градусов.